# Constraint Grammar
Constraint Grammar (CG) er et metodologisk paradigme inden for
sprogteknologi og består af en række kontekst-afhængige regler som
beskriver et naturligt sprogs grammatik ved først at tillægge tags
til ord som indskrænker hvilke grammatiske tolkninger (læsninger), de kan have.
Typiske eksempler på forskellige slags mærkater er lemmatisering
(leksemer eller ordrødder), bøjningsform, afledning, syntaktisk
funktion, afhængigheder, valens, betydningsroller, semantisk
type osv.
Hver regel i en constraint grammar tilføjer, fjerner, vælger eller
erstatter et eller flere grammatiske mærkater for ordene i en sætning. En
regel kan aktiveres/blokeres af tilstedeværelsen/fraværet af mærkater eller
ord.
Typiske constraint grammars til naturlige sprog består af tusinder af
regler som anvendes i mængder af gangen i en bestemt rækkefølge sådan at den
første mængde regler giver den simpleste grammatiske analyse og de senere
regler giver gradvist mere kompleks grammatisk analyse. Inden for hvert niveau
af regler anvendes først "sikre" regler og herefter heuristikker hvor gæt
tillades.

## Oprindelse
Konceptet constraint grammar blev først formuleret af Fred Karlsson i
1990, og sidenhen er CG-taggere og -parsere blevet lavet til adskillige
sprog med F-scorer på over 99% for genkendelse af ordklasser, over 95%
for mærkater med syntaktisk funktion.

## Anvendelser
Constraint grammars kan bruges til at danne syntakstræer i andre
formalismer ved at tilføje små non-terminale phrase structure grammars
eller dependency grammars. En mængde Treebank-projekter har benyttet
CG til automatisk annotering. CG er også blevet anvendt i stavekontroller
og systemer til maskinoversættelse.

## Implementeringer
Den første implementering var CGP af Fred Karlsson fra 1990. Den var
LISP-baseret og baseret på LISP's s-udtryk.
Pasi Tapanainens CG-2-reimplementering mdis er lavet i C++ og fjernede
nogle af parenteserne i grammatikformatet og forbedrede ydeevnen ved at
fortolke grammatikken ved hjælp af en tilstandsmaskine med to bånd (eng.
finite state transducer).
VISL-gruppen ved Syddansk Universitet reimplementerede efterfølgende
CG-2 i form af open source-projektet VISL CG. Den blev senere til VISL
CG-3 og der ændredes yderligere på grammatikformatet ved bl.a. at tilføje
navngivne relationer og variable. VISL-implementeringerne benytter ikke en
tilstandsmaskine.